# Bulbophyllum decatriche
Bulbophyllum decatriche är en orkidéart som beskrevs av Jaap J. Vermeulen. Bulbophyllum decatriche ingår i släktet Bulbophyllum och familjen orkidéer. Inga underarter finns listade i Catalogue of Life.